# William W. Dick
William White Dick Jr. (* 8. Februar 1910 in Montgomery, Montgomery County, Alabama; † 8. Mai 1996 in Fort Belvoir, Fairfax County, Virginia) war ein Generalleutnant der United States Army. Er war unter anderem Kommandeur der 3. Infanteriedivision.
William Dick Jr. war ein Sohn von William White Dick Sr. (1885–1958) und dessen Frau Marguerite Buist (1885–1950). Der Vater brachte es im US-Heer bis zum Oberst. In den Jahren 1927 bis 1931 durchlief der jüngere William Dick die United States Military Academy in West Point. Nach seiner Graduation wurde er als Leutnant in das Offizierskorps des US-Heeres aufgenommen. In der Armee durchlief er anschließend alle Offiziersränge vom Leutnant bis zum Drei-Sterne-General.
In seinen jüngeren Jahren absolvierte er den für Offiziere in den niederen Rangstufen üblichen Dienst in verschiedenen Einheiten und Standorten. In den 1930er Jahren diente er in verschiedenen Artillerieeinheiten. Dazwischen studierte er in den Jahren 1934 und 1935 an der Field Artillery School. Zwischen 1937 und 1941 war er Dozent an der Naturwissenschaftlichen Fakultät für Chemie und Elektrik (Department of Chemistry & Electricity) an der Militärakademie in West Point.
Nach dem amerikanischen Eintritt in den Zweiten Weltkrieg war Dick zunächst Stabsoffizier bei der 8. Feldartilleriebrigade. Ab 1942 bis zum Kriegsende im Jahr 1945 diente er in verschiedenen Funktionen in der 25. Infanteriedivision, mit der er auf dem pazifischen Kriegsschauplatz eingesetzt war. Er war an den Gefechten seiner Division beteiligt und stieg schließlich bis zu deren Stabschef auf.
Nach dem Krieg war er im Jahr 1946 Stabsoffizier im Kriegsministerium. Dort war er in der Stabsabteilung für Personal G1 tätig. Zwischen 1946 und 1949 gehörte er der Military Personnell Management Group an. Danach wurde er in den Fernen Osten versetzt, wo er in den Jahren 1949 und 1950 in der Stabsabteilung G1 im dortigen Hauptquartier der amerikanischen Bodentruppen tätig war. Anschließend kehrte er zur 25. Infanteriedivision zurück, die inzwischen im Koreakrieg eingesetzt war. Dort gehörte er bis 1951 als Executive Officer dem Stab der der Division unterstellten Artillerie an.
Zwischen 1951 und 1953 war Dick in der Stabsabteilung G1 (Personal) im Heeresministerium tätig. Danach kommandierte er bis 1954 die Artillerie der 31. Infanteriedivision. Anschließend wurde er nach Deutschland versetzt, wo er in den Jahren 1954 bis 1956 Stabschef und Kommandeur der Artillerie der 7. Armee war, die damals noch nicht mit USAREUR verschmolzen war. Danach gehörte er bis 1958 als Vertreter des Heeres dem Stab der Joint Task Force 7 an. Daran schlossen sich bis 1961 zwei weitere Generalstabsaufgaben an.
Zwischen April 1961 und April 1962 kommandierte William Dick die in Deutschland stationierte 3. Infanteriedivision. Danach kommandierte er bis 1963 das Army Air Defense Command, das zwischen 1957 und 1974 existierte. Danach leitete er bis 1966 die Stabsabteilung für Forschung und Entwicklung (Chief Research & Development) des US-Heeres. Dann kommandierte er bis 1968 das NATO-Kommando Allied Land Forces, South Eastern Europe, eine Vorgängerorganisation des heutigen Allied Land Commands. Anschließend ging er in den Ruhestand.
In den Jahren 1968 bis 1971 war William Dick als Berater für die Firma Lockheed tätig. Er verbrachte seinen Lebensabend in Fort Belvoir in Virginia. Er starb am 8. Mai 1996 und wurde auf dem amerikanischen Nationalfriedhof Arlington beigesetzt.

## Orden und Auszeichnungen
William Dick erhielt im Lauf seiner militärischen Laufbahn unter anderem folgende Auszeichnungen:
- Army Distinguished Service Medal
- Legion of Merit
- Bronze Star Medal